# Banchus flavomaculatus
Banchus flavomaculatus är en stekelart som först beskrevs av Cameron 1904.  Banchus flavomaculatus ingår i släktet Banchus och familjen brokparasitsteklar. Inga underarter finns listade.